# Schmölln-Putzkau
Schmölln-Putzkau (sorbiska: Smělna-Póckowy) är en Gemeinde i Landkreis Bautzen i östra Sachsen i Tyskland. Närmaste stad är Bischofswerda. Avståndet till Landkreisens huvudort Bautzen är 17 km och till Sachsens huvudstad Dresden omkring 40 km.
Till Schmölln-Putzkau hör följande Ortsteile:
- Neuschmölln (sorbiska Nowa Smělna) – omkring 100 invånare
- Putzkau (Póckowy), med Oberputzkau och Niederputzkau – omkring 1.850 invånare
- Schmölln (Smělna) – omkring 1.150 invånare
- Tröbigau (Trjechow ) – omkring 300 invånare